# Hector Hurst

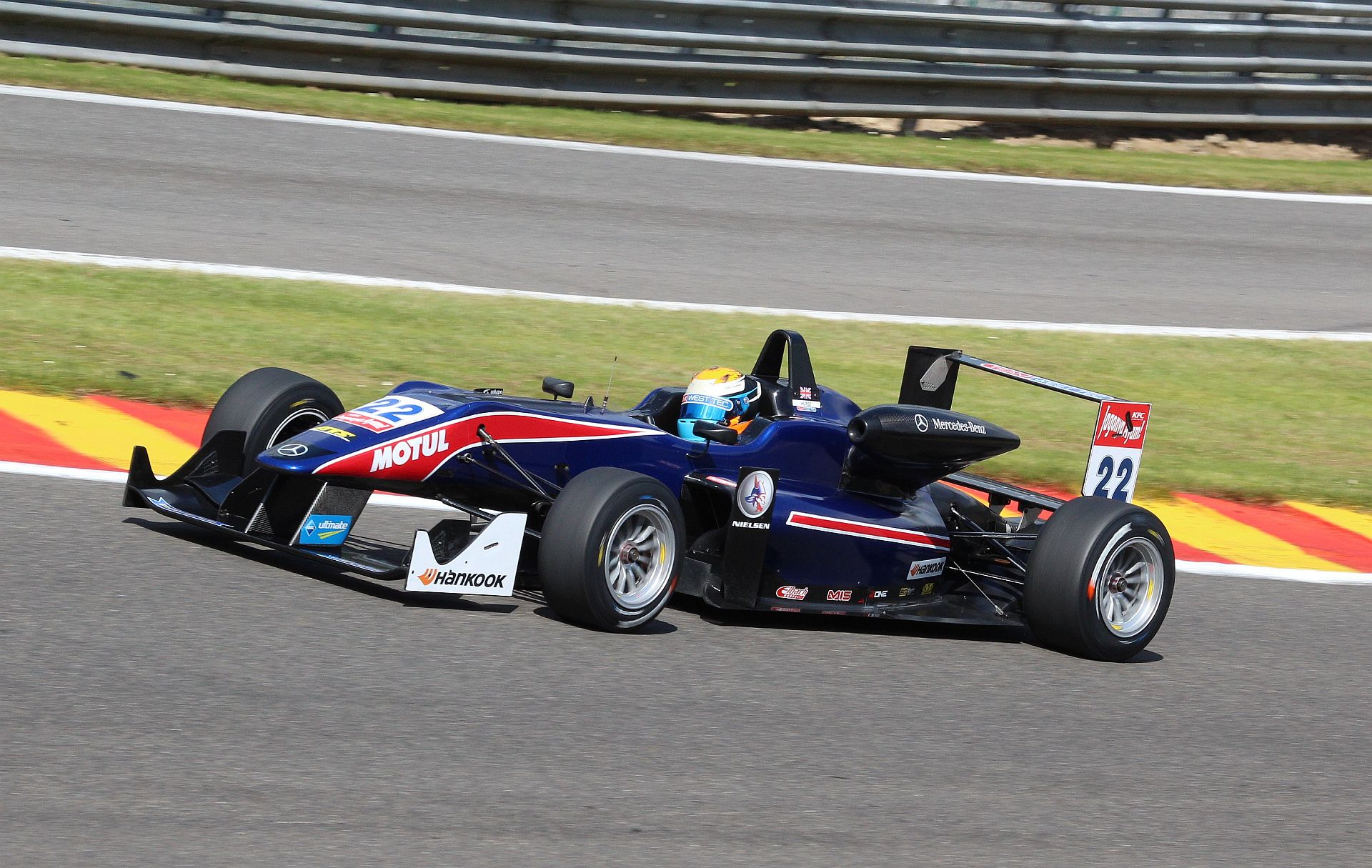
Hurst in Spa-Francorchamps in der europäischen Formel-3-Meisterschaft 2014

Hector Hurst (* 15. Juli 1992) ist ein britischer Automobilrennfahrer.

## Karriere
Hurst begann seine Motorsportkarriere im Alter von 13 Jahren im Kartsport, in dem er bis 2010 aktiv war. In seiner letzten Kart-Saison war er allerdings nicht mehr so aktiv, da er sich auf seine Bildung konzentrierte. 2011 wechselte Hurst in den Formelsport. Er startete in der BARC Formel Renault für Scorpio Motorsport. Während sein Teamkollege Kourosh Khani Gesamtvierter wurde, beendete Hurst seine Debütsaison auf dem 13. Gesamtrang. Zwei fünfte Plätze waren seine besten Resultate. Im Anschluss an die Saison trat er für Manor Competition in der Winterserie der britischen Formel Renault an. In dieser erzielte er den elften Gesamtrang.
Nachdem er die Serienorganisatoren der FIA-Formel-2-Meisterschaft bei Testfahrten im Winter überzeugt hatte, erhielt er in dieser Serie ein Cockpit für die Saison 2012. Hurst kam regelmäßig in die Punkte und beendete die Saison auf dem zehnten Platz. Im Winter 2012/13 fuhr Hurst in der MRF Challenge Formel 2000. Mit einer Podest-Platzierung erreichte er den achten Platz. 2013 erhielt Hurst bei EmiliodeVillota Motorsport eine Cockpit in der European F3 Open. Er gewann für den Rennstall ein Rennen und stand zwei weitere Male auf dem Podest. Die letzte Veranstaltung bestritt er für das Team West-Tec F3. Am Saisonende belegte er den siebten Gesamtrang. 2014 ging Hurst zunächst für das Team West-Tec F3 in der europäischen Formel-3-Meisterschaft an den Start. Nach dem achten Rennwochenende endete sein Engagement. In der Gesamtwertung lag er schließlich auf dem 24. Platz.

## Statistik

### Karrierestationen
| - 2005–2010: Kartsport - 2011: BARC Formel Renault (Platz 13) - 2011: Britische Formel Renault, Winterserie (Platz 11) | - 2012: Formel 2 (Platz 10) - 2013: MRF Challenge Formel 2000 (Platz 8) - 2013: European F3 Open (Platz 7) | - 2014: Europäische Formel-3-Meisterschaft (Platz 24) |

### Einzelergebnisse in der europäischen Formel-3-Meisterschaft
| Jahr | Team             | Motor    | 1   | 2   | 3   | 4   | 5   | 6   | 7   | 8   | 9   | 10  | 11  | 12  | 13  | 14  | 15  | 16  | 17  | 18  | 19  | 20  | 21  | 22  | 23  | 24  | 25  | 26  | 27  | 28  | 29  | 30  | 31  | 32  | 33  | Punkte | Rang |
| ---- | ---------------- | -------- | --- | --- | --- | --- | --- | --- | --- | --- | --- | --- | --- | --- | --- | --- | --- | --- | --- | --- | --- | --- | --- | --- | --- | --- | --- | --- | --- | --- | --- | --- | --- | --- | --- | ------ | ---- |
| 2014 | Team West-Tec F3 | Mercedes | SIL | SIL | SIL | HO1 | HO1 | HO1 | PAU | PAU | PAU | HUN | HUN | HUN | SPA | SPA | SPA | NOR | NOR | NOR | MOS | MOS | MOS | SPI | SPI | SPI | NÜR | NÜR | NÜR | IMO | IMO | IMO | HO2 | HO2 | HO2 | 3      | 24.  |
| 2014 | Team West-Tec F3 | Mercedes | 22  | DNF | 13  | 15  | 23  | 17  | 21  | 10  | 18  | 18  | 20  | 19  | 19  | 17  | DNF | 13  | 15  | 16  | 19  | DNF | 9   | 16  | 19  | 16  |     |     |     |     |     |     |     |     |     | 3      | 24.  |